# 소노촌 (아이치현)
소노촌(園村)은 아이치현 기타시타라군에 설치되었던 촌이다. 현재의 도에이정에 해당한다.